# Kleines Zittauer Fastentuch

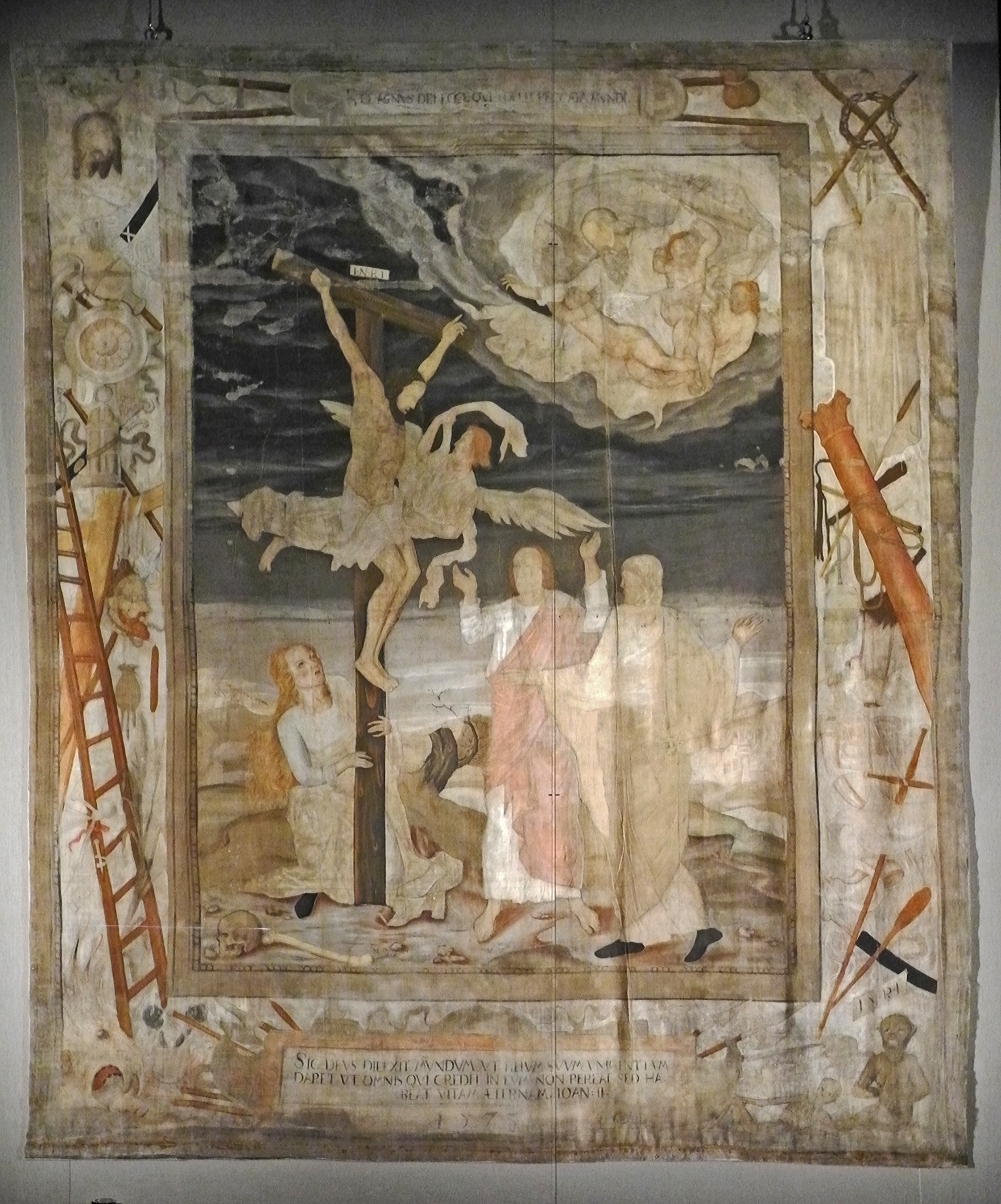
Kleines Zittauer Fastentuch ausgestellt im Kulturhistorischen Museum Franziskanerkloster in Zittau

Das Kleine Zittauer Fastentuch ist ein Fastentuch vom Arma-Christi-Typ. Von diesem Typ existieren nur acht Stück weltweit, davon eines in Deutschland. Heute ist es im Kulturhistorischen Museum im Franziskanerkloster in Zittau ausgestellt.

## Geschichte
Das Kleine Zittauer Fastentuch wurde im Jahr 1573 von einem bislang unbekannten Maler nach einer Vorlage des Lütticher Malers Lambert Lombard geschaffen. Es ist das einzige Fastentuch, das von einer evangelischen Gemeinde in Auftrag gegeben wurde und damit ein Beleg für den toleranten Verlauf der Glaubensspaltung in der Oberlausitz. Bis 1684 verhüllte es während der Fastenzeit in der Johanniskirche den Hochaltar. 99 Jahre lang war das Kleine Fastentuch gemeinsam mit dem Großen in der Johanniskirche in Gebrauch, die letzten zwölf Jahre alleine. Danach ging es in den Besitz des 1854 gegründeten Stadtmuseums Zittau über und wurde bis 1968 dauerhaft ausgestellt. Auf Grund der zahlreichen Schäden und der Verschmutzung war es von da an nur noch zu bestimmten Anlässen ausgestellt. 1994 wurde es durch die Abegg-Stiftung in der Schweiz gereinigt, die schadhaften Stellen wurden kopiert und retuschiert. Ähnlich dem Museum Kreuzkirche in Zittau, wo das Große Zittauer Fastentuch ausgestellt ist, wurde in den Jahren 2003 bis 2005 für das Kleine Fastentuch ebenfalls ein eigener Ausstellungsraum im Kulturhistorischen Museum im Franziskanerkloster geschaffen. Seit 2005 wird es dort dauerhaft präsentiert.

## Beschreibung
Das Fastentuch ist ein 3,40 m × 4,15 m großes Leinentuch. Zentrales Motiv ist die Kreuzigung Christi. Maria, Johannes und Maria Magdalena blicken zum sterbenden Jesus am Kreuz auf. Ein Engel umschwebt Christus und lässt das aus der Seitenwunde fließende Blut in einen Kelch fließen. Schädel und Beinknochen in der linken unteren Ecke symbolisieren Adam, mit dem die Sünde in die Welt kam. Der aus einem toten Baumstumpf sprießende Zweig symbolisiert die Hoffnung. Umrahmt wird das Geschehen von etwa dreißig Leidenswerkzeugen, den Symbolen der Passion Jesu: das Schweißtuch der Veronika, welches das VERA IKON (das wahre Bild Jesu) abbildet, Wasserkanne und Schüssel, in der sich Pontius Pilatus die Hände wusch, die Dornenkrone, Jesu Gewand mit den Würfeln, die Nägel und andere Werkzeuge. Der untere Teil des Rahmens symbolisiert die Höllenfahrt Christi.